# Pave Zefyrinus
Pave Zefyrinus 1. var pave fra 199 til 217. Han blev født i Rom, efterfulgte Pave Viktor 1. og blev ved sin død selv efterfulgt af sin højre hånd, Calixtus. Hans navnedag er 26. august.
I Zefyrinus' regeringstid udspandt der sig nogle episoder, der for det meste endte uheldigt, set med de kristnes øjne i samtiden. Første episode indtraf i 203, da den romerske kejser Septimius Severus festligholdt tiårsdagen for sin indsættelse i embedet. De kristne valgte ikke at deltage i festligholdelsen, hvilket gjorde Severus vred. Hans reaktion var en energisk, men kortvarig forfølgelse af de kristne.
Den næste større episode var langt mere alvorlig og førte til den første store splittelse af kirken. En stor kættersk bevægelse kaldet Patripassion monarkianisme var i stærk vækst, men Zefyrinus gjorde kun lidt ved dette problem. Det eneste han gjorde var ud fra udsagn fra sin højre hånd, Calixtus, at undsige dem. Denne mangel på handling fra paven gav anledning til heftig kritik fra den berømte teolog Hippolyt, der udtalte, at Zefyrinus var uvidende, og at han var for meget præget af sin rådgiver. Hippolyt fortsatte med at give udtryk for sin store utilfredshed med paven, indtil denne døde i 217, hvor kirkens første splittelse var en realitet.
Natalius, der var rival til Zefyrinus som biskop i Rom (dette embede var på den tid identisk med paveembedet), støttede denne modstand, og han regnes derfor undertiden som den første modpave.
Ifølge Hippolyt' Lille labyrint, kendt fra citat af Eusebius, skal han have opgivet rivaliseringen efter at være blevet "pisket en hel nat af de hellige engle", hvorefter han dækket af aske og klædt i vadmel "efter svære overvejelser" underkastede sig Pave Zefyrinus.